# Pusztahidegkút
Pusztahidegkút falu Romániában, Máramaros megyében.

## Fekvése
Máramaros megyében, Hagymáslápostól délnyugatra, a Szamos jobb partján fekvő település.

## Története
Pusztahidegkút nevét a korabeli oklevelek 1475-ben említik először, Hidegkuth pepitus deserta néven.
A falu a kővári uradalomhoz tartozott, és sorsában is mindvégig osztozott.
1405-ben Zsigmond király adománylevelében is említve van Pusztahidegkút neve, amikor a Drágfiaknak adományozott kővári vár birtokai közt sorolja fel rajta kívül még 57 település nevével együtt.
Borovszky a 20. század első éveiben írta a községről: „Kisközség a nagysomkúti járásban 91 házzal, s 428 lakossal, akik között 61 magyar, a többi görög kath. oláh…van vasúti távíró állomása és postája.”
A falu a trianoni békeszerződés előtt Szatmár vármegye nagysomkúti járásához tartozott.